# Repetophragma cambrense
Repetophragma cambrense är en svampart som först beskrevs av M.B. Ellis, och fick sitt nu gällande namn av McKenzie 1995. Repetophragma cambrense ingår i släktet Repetophragma, klassen Dothideomycetes, divisionen sporsäcksvampar och riket svampar.   Inga underarter finns listade i Catalogue of Life.